# Hrísey
Hrísey ([ˈr̥iːsˌeiː]ⓘ) es una isla de la costa norte de Islandia, situada a unos 35 kilómetros al norte de Akureyri, en Eyjafjörður. Es la segunda más grande a nivel nacional.

## Administración
Desde 2004, la isla se anexó a la ciudad de Akureyri, después de haber sido un municipio aparte anteriormente.

## Territorio
Hrísey en sí tiene una superficie total de 7.67 km² y de 7.5 km de largo por 2.5 km de ancho en su punto más extenso en el sur. Es la segunda isla más grande de la costa de Islandia (después de Heimaey en las Vestmannaeyjar).

## Galería

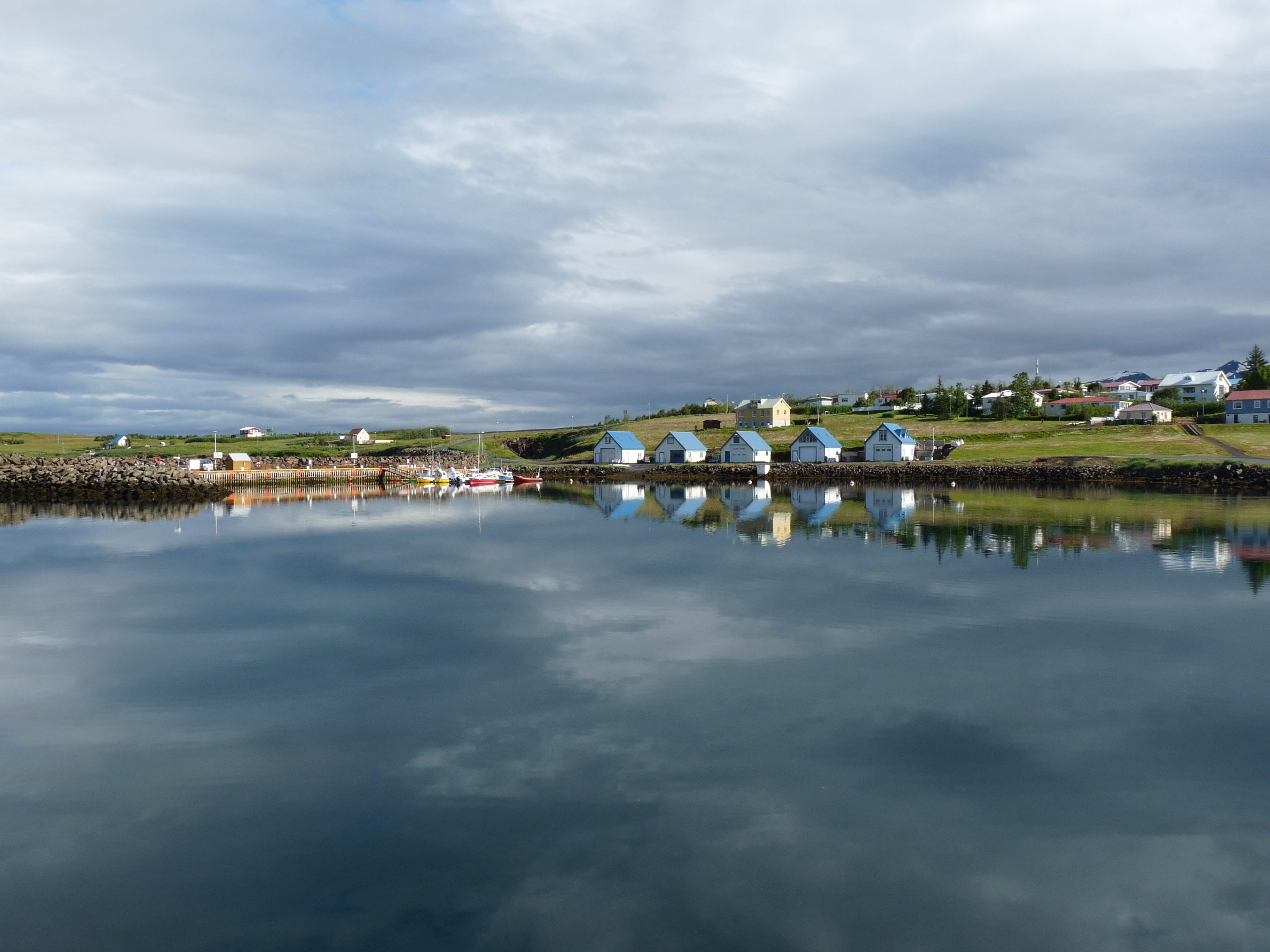
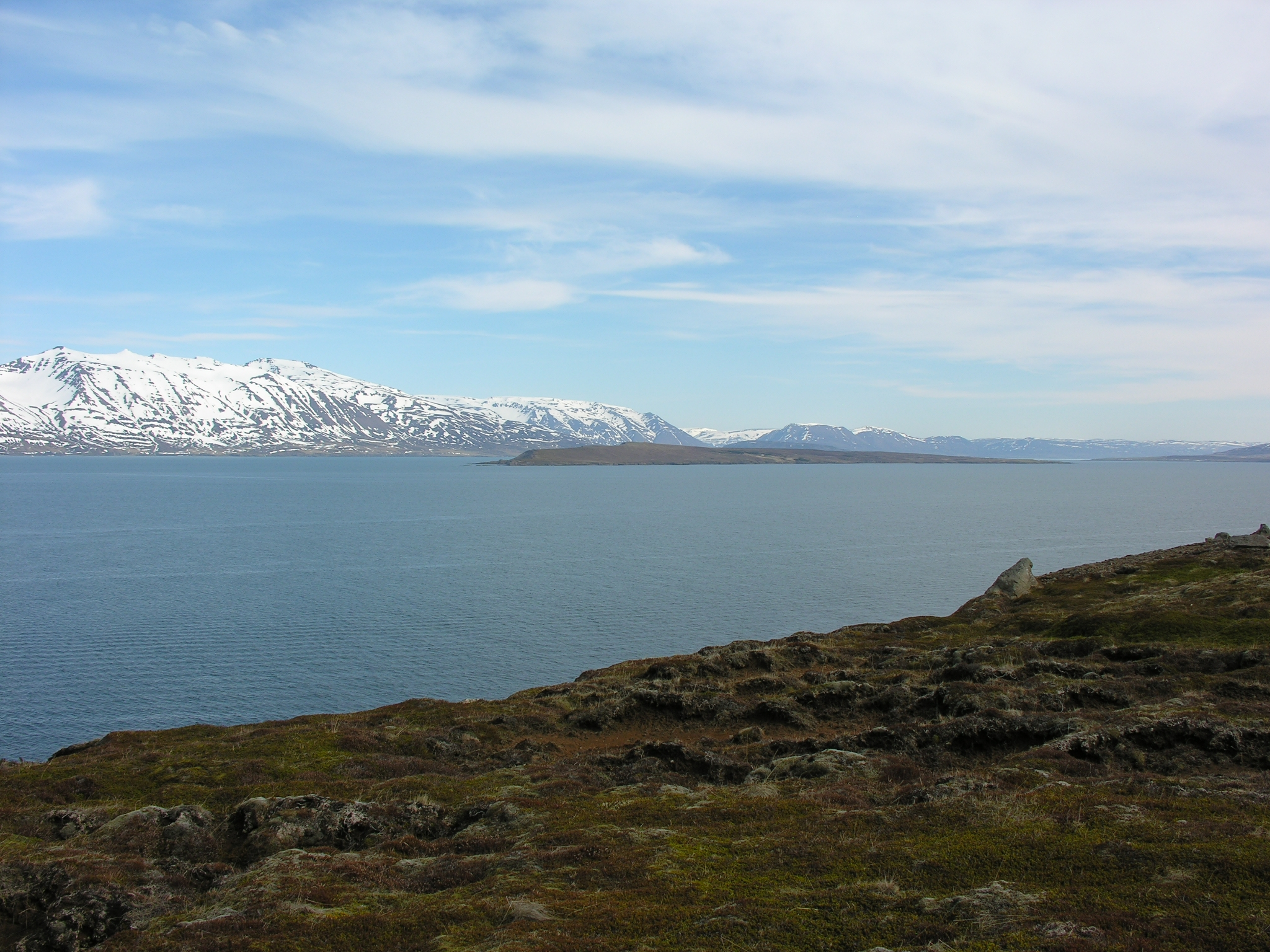
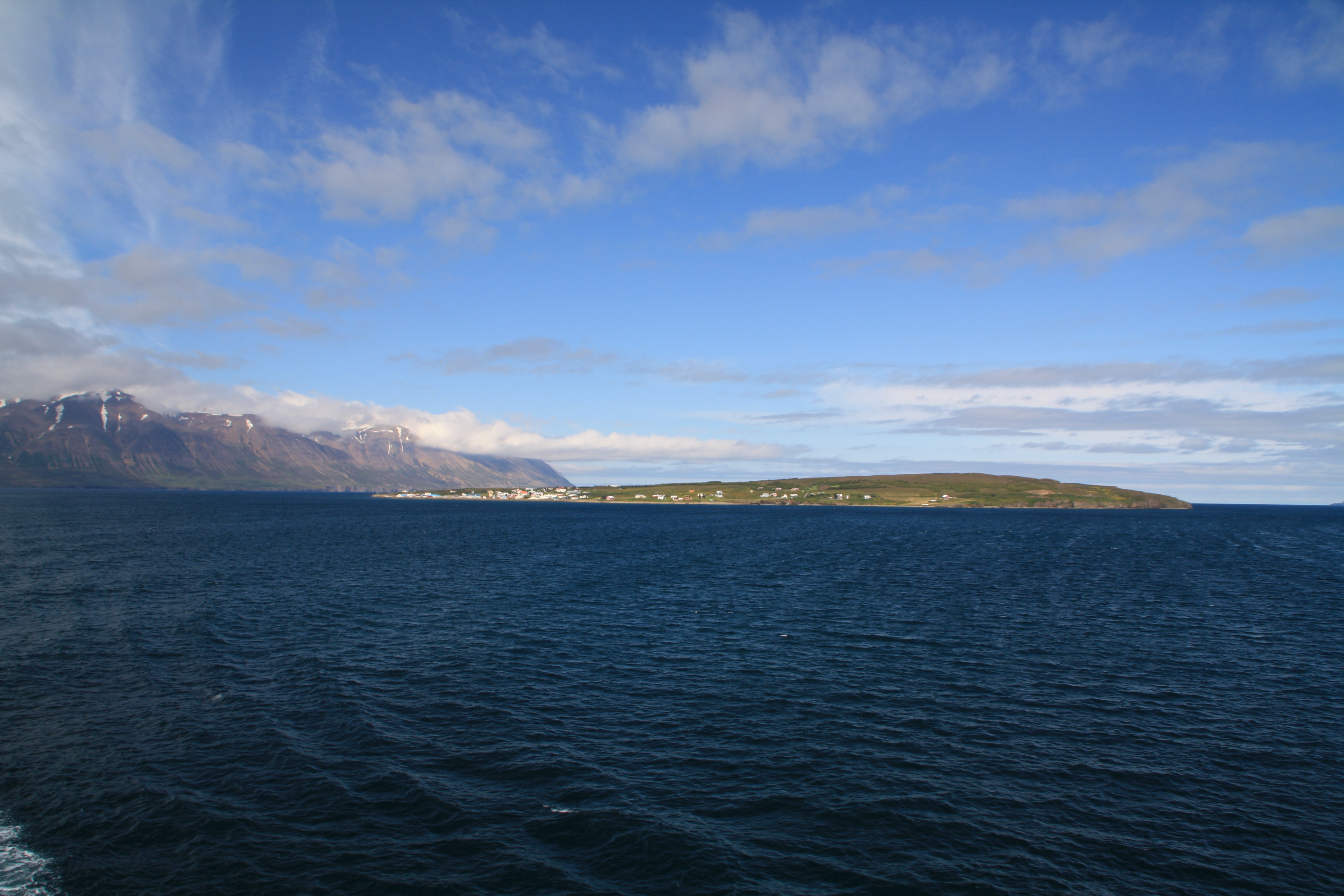
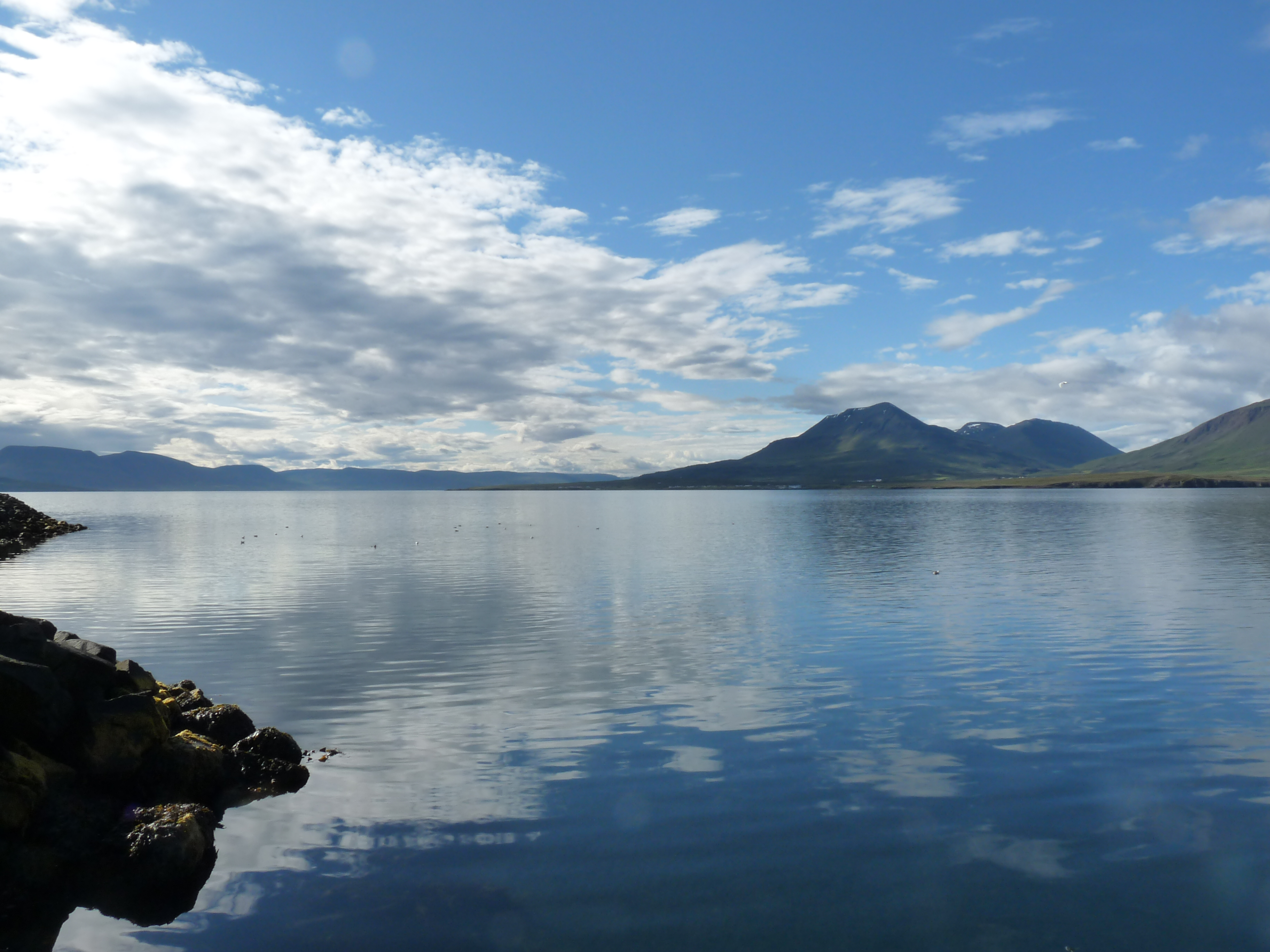